# 二氯乙基胂
二氯乙基胂（Ethylarsonous dichloride，ED）是一种有机砷化合物，结构简式为CH3CH2AsCl2，为无色易挥发液体，是一种糜烂性毒剂，曾在第一次世界大战中用作化学武器。